# Безводное (Николаевская область)
Безводное (укр. Безводне) — село в Николаевском районе Николаевской области Украины.
Население по переписи 2001 года составляло 248 человек. Почтовый индекс — 57171. Телефонный код — 512. Занимает площадь 80,858 км².

## Местный совет
54036, Николаевская обл., Николаевский р-н, с. Безводное, ул. Клубная, 1а